# Sarcophaga metzgeri
Sarcophaga metzgeri är en tvåvingeart som först beskrevs av Tadao Kano och Shinonaga 1964.  Sarcophaga metzgeri ingår i släktet Sarcophaga och familjen köttflugor. Inga underarter finns listade i Catalogue of Life.